# Sueños (álbum de Autocontrol)
Sueños es el primer disco de la banda peruanoestadounidense Autocontrol, lanzado en octubre de 1987 por CBS Records del Perú. 
Los integrantes de Autocontrol participaron como actores en la miniserie de TV colombiana Por tu amor de 1989; ese mismo año el álbum fue lanzado en ese país pero con una portada alternativa y también en México bajo el sello Melody.

## Lista de canciones
| Lado A |                          |                                             |                   |          |  |
| N.º    | Título                   | Letras                                      | Música            | Duración |  |
| 1.     | «América, ven a mí»      | Arturo Barrientos                           | Arturo Barrientos | 5:01     |  |
| 2.     | «Por tu amor»            | Arturo Barrientos                           | Arturo Barrientos | 4:30     |  |
| 3.     | «Fantasy (Español)»      | Arturo Barrientos; Jorge Baglietto          | Arturo Barrientos | 5:36     |  |
| 4.     | «Yo quiero rock»         | Arturo Barrientos                           | Arturo Barrientos | 4:46     |  |
| 5.     | «Fiel a ti (Faithfully)» | Jorge Barrientos; Vilma Planas (Adaptación) | Jonathan Cain     | 4:09     |  |

| Lado B |                          |                   |                   |          |  |
| N.º    | Título                   | Letras            | Música            | Duración |  |
| 6.     | «Interludio»             |                   |                   | 0:36     |  |
| 7.     | «Sueños»                 | Arturo Barrientos | Arturo Barrientos | 6:12     |  |
| 8.     | «Dímelo»                 | Arturo Barrientos | Arturo Barrientos | 4:32     |  |
| 9.     | «Fantasy (Inglés)»       | Arturo Barrientos | Arturo Barrientos | 5:38     |  |
| 10.    | «Yo quiero rock (remix)» | Arturo Barrientos | Arturo Barrientos | 3:35     |  |